# Redford (Michigan)
Redford is een plaats (census-designated place) in de Amerikaanse staat Michigan, en valt bestuurlijk gezien onder Wayne County.

## Demografie
Bij de volkstelling in 2000 werd het aantal inwoners vastgesteld op 51.622.

## Geografie
Volgens het United States Census Bureau beslaat de plaats een oppervlakte van
29,1 km², geheel bestaande uit land. Redford ligt op ongeveer 197 m boven zeeniveau.

## Plaatsen in de nabije omgeving
De onderstaande figuur toont nabijgelegen plaatsen in een straal van 12 km rond Redford.